# Eubrachycercus smithi
Eubrachycercus smithi là một loài nhện trong họ Barychelidae. Loài này phân bố ờ Somali.